# Рыбалка, Сергей Викторович
Сергей Викторович Рыбалка (род. 22 июля 1978 года, Днепропетровск) — народный депутат Украины, председатель Комитета Верховной Рады Украины по вопросам финансовой политики и банковской деятельности (2014—2017).
1 ноября 2018 года были введены российские санкции против 322 граждан Украины, включая Сергея Рыбалку.

## Биография

### Образование
В 2000 году окончил Национальную металлургическую академию Украины по специальности «Металлургия черных металлов».
В 2003 году окончил Юридическую академию Министерства внутренних дел Украины по специальности «Правоведение».
В 2010 году защитил кандидатскую диссертацию в Днепропетровском национальном университете им. О. Гончара, кандидат политических наук.

### Трудовая деятельность
С 1995 года — основатель снэковой компании «Снэк-Экспорт».
- С 08.2001 — 01.2003 гг. — инженер по охране труда и технике безопасности по трудовому соглашению, начальник отдела по охране труда в физического лица-предпринимателя Каблюк А. В.
- С 09.2002 — 01.2005 гг. — директор по юридическим вопросам в Обществе с ограниченной ответственностью «Марком».
- С 01.2005 — 07.2007 гг. — директор по юридическим вопросам в Обществе с ограниченной ответственностью «Снэк Экспорт».
- С 07.2007 — 04.2008 гг. — советник генерального директора по юридическим вопросам в Обществе с ограниченной ответственностью «Снэк Экспорт».
- С 04.2008 — 01.2009 гг. — заместитель Председателя Национального агентства Украины по вопросам подготовки и проведения в Украине финальной части чемпионата Европы 2012 года по футболу — начальник управления по работе с регионами.
- С февраля 2009 года по март 2010 года Сергей Рыбалка работал заместителем Министра охраны окружающей природной среды Украины.
- С 03.2010 — 11.2014 гг. — советник генерального директора по юридическим вопросам ООО «Снэк Экспорт» (Днепропетровск).

С ноября 2014 года — депутат Верховной Рады Украины VIII созыва, член фракции Радикальной партии Олега Ляшко (избран по спискам), член Исполнительного комитета Национальной парламентской группы в Межпарламентском Союзе, член групп по межпарламентским связям с Республикой Узбекистан, Соединенными Штатами Америки, О "Объединенных Арабских Эмиратов, Австрийской Республикой, Грузией, Республикой Казахстан, Китайской Народной Республикой.
Ноябрь 2014 — ноябрь 2017 — председатель комитета ВР по вопросам финансовой политики и деятельности.

### Семья
Мать — Рыбалка Евгения Эдуардовна, 1955 года рождения.
Отец — Рыбалка Виктор Федорович, 1950 года рождения.
Дочь — Рыбалка Роксолана Сергеевна, 2009 года рождения.
В 2006 году заключил брак с Анной Буткевич. В марте 2013 года семейные отношения прекратились. Началом длительного конфликта с бывшим тестем, одним из владельцев Корпорации «АТБ» Геннадием Буткевичем послужило незаконное нежелание семьи Анны предоставить право Сергею участвовать в воспитании дочери после развода.
Согласно решению Печерского районного суда г. Киева, Сергей Рыбалка получил право участвовать в воспитании дочери Роксоланы. Однако семья Буткевич не дает ему такой возможности. В частности, в марте 2016 следователем Обуховского РО Национальной полиции Украины в Киевской области Анне Буткевич было вручено извещение о подозрении в совершении преступления — невыполнении решения суда. Впоследствии дело было переквалифицировано и А. Буткевич стала свидетелем.
Сергей Рыбалка продолжает выплачивать алименты на содержание несовершеннолетней дочери. В феврале 2018 он опубликовал документы, согласно которым заплатил алиментов на 3,7 млн гривен.
В интервью украинским СМИ он эмоционально комментировал отношения с семьей бывшей жены: «Семья Буткевич, сколько ещё денег вам нужно заплатить, чтобы я мог увидеться с дочерью?»

## Бизнес до избрания народным депутатом Украины
Сергей Рыбалка в 1995 году вместе с партнером Иваном Омельченко основал частное предприятие в области оптово-розничной торговли.
В 2000 году партнеры основали «Снэк Экспорт» — будущего лидера снекового рынка Украины и производителя брендов Semki, «Козацька розвага», «Флинт», «Мачо» и «Морские». В 2007 г. бизнес пополнился производством товаров народного потребления (компания «Родной продукт»), целлюлозно-бумажной продукции (компания «Чистая планета»), дистрибуцией товаров, транспортными перевозками и девелопментом.
Все предприятия были объединены в группу компаний под названием S.I. Group.
В 2013 году годовой оборот S.I. Group составил 2,7 млрд гривен.
В сентябре 2014 года состоялась реорганизация S.I. Group.
Причиной реорганизации стало давление со стороны бывшего тестя — Геннадия Буткевича, ведь в это время продолжались активные преследования Сергея Рыбалки силовыми структурами.
Сергей Рыбалка и Иван Омельченко решили прекратить существование корпорации — её разделены между бизнес-партнерами на две части. Компании, которые остались Рыбалке и его семье, объединились под брендом «S. Group».
S. Group развивает торговые марки «Козацька слава» (до 2014 — «Козацька розвага»), Semki, «Мачо», RED, FunNut, KartoFun, Snekkin, целлюлозно-бумажное направление — Fantasy, Fantee. Также в управлении Сергея Рыбалки осталось продвижение продукции на некоторых внешних рынках, в том числе в Грузии и Киргизии. S. Group вышла из бизнеса в России, в управлении новой компании семьи Ивана Омельченко — «Снек Продакшен» — остался завод по производству снэков в Липецке.
Оборот своей части Сергей Рыбалка в 2014 году оценивал в 1,6 млрд гривен.
Родственники Сергея Рыбалки являются 100 % владельцами компании. Основным учредителем является отец Сергея Рыбалка — Виктор Федорович. Брат С. Рыбалки Дмитрий Рыбалка является председателем наблюдательного совета S. Group.
После избрания народным депутатом в 2014 году Сергей Рыбалка не участвует в операционной деятельности компаний группы, однако официально декларирует доходы от роялти на использование принадлежащих ему торговых марок.

## Декларация и состояние
Фамилия Сергея Рыбалки неоднократно фигурировала в кампаниях с показательных проверок электронных деклараций чиновников различными контролирующими органами. Сам Рыбалка называл это «политическим заказом». Согласно Единого государственного реестра электронных деклараций и сервиса Declarations.com.ua, Рыбалка на должности народного депутата Украины подавал декларации за 2013, 2014, 2015 и 2016 годы.
| ×            | 2013           | 2014                                                            | 2015                                                    | 2016                                                   |
| ------------ | -------------- | --------------------------------------------------------------- | ------------------------------------------------------- | ------------------------------------------------------ |
| Доходы       | 1 163 110 грн  | 3 027 635 грн                                                   | 7 689 250 грн                                           | 9 096 713 грн                                          |
| Наличные     | н/д            | н/д                                                             | 9 850 000 грн, 901 000 долл, 580 000 EUR                | 7 800 000 грн, 920 000 долл, 630 000 EUR               |
| Депозиты     | 133 780 грн    | 186 697 грн                                                     | 192 547 грн                                             | 182 034 грн                                            |
| Недвижимость | 10626 м² земля | 5663 м² земля, 68,4 м² дом, 288,4 м² квартиры, 9581,1 м² другое | Офис 147,5 м² (аренда), Квартира 118,4 м² (пользование) | Офис 147,5 м² (аренда), Квартира 101,8 м² (аренда)     |
| Транспорт    | -              | Volkswagen Tiguan, Mazda 3                                      | Land Cruiser, Mercedes-Benz (аренда)                    | Land Cruiser, Mercedes-Benz (аренда)                   |
| Активы       | н/д            | н/д                                                             | 9 ТМ и промышленных образцов на сумму более 26 млн грн  | 9 ТМ и промышленных образцов на сумму более 26 млн грн |

Состояние народного депутата также проверяло Национальное агентство по предупреждению коррупции. Согласно обнародованным данным, нарушений не выявлено. Кроме того, декларации также проверяла Генеральная прокуратура Украины. Впрочем, ни одна из проверок не нашла нарушений в заполнении декларации и в перечне задекларированного имущества.

## Политическая деятельность
Сергей Рыбалка дважды избирался депутатом Днепропетровского городского совета в 2002 и 2006 годах. В горсовете занимал должность секретаря постоянно действующей комиссии по вопросам законности, правопорядка и охранной деятельности.
После избрания народным депутатом в Верховную Раду Украины в 2014 году по спискам Радикальной партии Олега Ляшко Сергей Рыбалка был назначен председателем Комитета Верховной Рады Украины по вопросам финансовой политики и банковской деятельности. Своим основным направлением работы избрал реформирования банковского сектора и повышение прозрачности и подотчетности Национального банка Украины.
В 2015 году инициировал и организовал первый публичный отбор членов Совета Национального банка Украины от парламента на базе профильного комитета Верховной Рады Украины.
В 2016 году на базе Комитета инициировал и организовал разработку Стратегии развития банковского сектора Украины до 2020 года. В разработке документа приняли участие эксперты, банкиры, бывшие работники Национального банка. На заседании Комитета Стратегия была рекомендована к принятию в работу Правительством, парламентом, Нацбанком. В документе, в частности, была проанализирована деятельность НБУ и его влияние на развитие экономики, даны рекомендации и стратегическое видение развития государственных банков, создание условий для активизации кредитования бизнеса, заложены основы для реформирования системы гарантирования вкладов физических лиц. На основе Стратегии развития банковской системы вместе с коллегами по парламенту и экспертами были разработаны несколько десятков законопроектов. Среди наиболее важных — по реформе Национального банка Украины и системы гарантирования вкладов, о защите прав кредиторов и потребителей финансовых услуг, о потребительском кредитовании, а также о едином кредитном реестре.
Также были разработаны законопроекты, направленные на развитие всех секторов финансового рынка — банковского, страхового, фондового, небанковских кредитных учреждений, а также рынков форекс и криптовалюты.
Сергей Рыбалка также является членом группы межпарламентского сотрудничества с США, проводит регулярные встречи с представителями Сената и Конгресса США, в Республиканском институте (IRI), Heritage Foundation, Международном валютном фонде, Министерстве финансов США, где представляет свои наработки реформ и обсуждает ход реформ и борьбу с коррупцией в Украине.
В сентябре 2017 Сергей Рыбалка был отозван с должности председателя Комитета. Официальной причиной было названо заявление, написанное политиком в 2015 году, когда фракция Радикальной партии вышла из состава парламентской коалиции. Однако сам Рыбалка считает это решение следствием политического давления за принципиальную позицию относительно критики деятельности Нацбанка, а также следствием политического преследования. После освобождения от должности председателя, продолжил активную деятельность по реформированию финансово-банковского сектора.

## Политические преследования
Начиная с 2013 года после развода Сергея Рыбалки с дочерью Геннадия Буткевича, бизнес подвергается постоянным преследованиям со стороны правоохранительных органов. Начало преследований приходится на конец 2013 — начало 2014 года. В связи с разводом Рыбалки и Анны Буткевич, сеть «АТБ» отказалась гасить долг перед компаниями S.Group за поставленные товары. Сумма долга составила около 110 млн гривен.
Преследование стало возможным благодаря тому, что Геннадий Буткевич входил в ближайшее окружение экс-президента Виктора Януковича. В частности, по данным СМИ, он отвечал за обеспечение жены президента Людмилы Янукович и реализацию её социальных проектов.
Также Буткевич был близко знаком с главой СБУ Александром Якименко через своего товарища времен работы в Донецкой области, экс-заместителя главы СБУ и народного депутата от Партии регионов Юрия Самойленко.
В феврале 2014 Служба безопасности Украины попыталась обвинить Рыбалку в якобы незаконном сборе коммерческой информации сотрудниками S.I. Group на территории центрального офиса «АТБ».
Также СБУ делала попытки обвинить предпринимателя в уклонении от налогов и незаконного оборота наркотиков. Эти попытки сопровождались многочисленными обысками. Во время этих обысков была изъята первичная документация по хозяйственным взаимоотношениям «АТБ» и компаний S.Group, чтобы последние не могли доказать в суде справедливость требований к должнику.
Однако через несколько месяцев после Революции достоинства дела были закрыты в связи с отсутствием состава преступления.
В компаниях восстанавливают первичную документацию и подают в суд на «АТБ», где в дальнейшем выигрывают в трех инстанциях все иски по долгам. Чтобы не выплачивать задолженность, «АТБ» подает встречное заявление о якобы мошенничестве со стороны компаний S.Group (которые на тот момент уже разделились с компаниями Ивана Омельченко), обвиняя её сотрудников в создании преступной группы, которая якобы намеревалась завладеть средствами «АТБ».
Преследования начались с новой силой. Налоговая обвиняла компании в неуплате налогов на сумму более 125 млн грн., тогда как адвокаты предъявляли документы об отсутствии претензий фискальных органов вплоть до 2012 года. В это же время адвокаты компаний открыто говорят о том, что прокуратура Днепропетровской области работает напрямую на «АТБ».
В декабре 2015 года происходит беспрецедентное событие. Прокуратурой Днепропетровской области по указанию Генеральной прокуратуры Украины в здании Апелляционного хозяйственного суда Киева проведен обыск и изъяты оригиналы дела о задолженности «АТБ» в размере 110 миллиона гривен перед предприятиями группы компаний S. Group за поставленные товары. Это полностью парализует рассмотрение «долгового» дела. Совет судей — высший орган судейского самоуправления — впоследствии осудил этот случай как способ давления на суд и незаконное вмешательство в деятельность судебной ветви власти. Обращение Совета судей о возбуждении уголовного производства по этому поводу осталось не услышанным.
В январе 2016 года на выезде из спортклуба в Киеве на автомобиль Рыбалки напал неизвестный, бросив в лобовое стекло металлическую гирю весом в несколько килограммов. Гиря попала в стойку двери, никто не пострадал. Рыбалка прямо обвинил в организации покушения Геннадия Буткевича. Однако полиция квалифицировала дело как хулиганство.
В сентябре 2016 сотрудники S.Group обнаружили пост наблюдения за офисом Радикальной партии и компании в Днепропетровске. Это были работники полиции, которые никак не объяснили своих действий.
В декабре 2016 года неизвестные с ножом напали на генерального директора одной из компаний S.Group Сергея Белого в Днепре. Он провел в реанимации несколько недель. Также через некоторое время было совершено покушение на сотрудника отдела ИТ-безопасности компании — ему отрезали ухо.
В этот же период по делу о «мошенничестве» объявлена в розыск и летом 2017 задержана в Грузии бухгалтер S.Group Ирина Савицкая. По данным адвокатов, заместитель генерального прокурора Украины лично посещал Грузию, чтобы договориться о её экстрадиции, а также о назначении ей меры пресечения в виде содержания под стражей вместо домашнего ареста или залога, несмотря на наличие у неё несовершеннолетнего больного ребёнка, которого она воспитывает самостоятельно. На ситуацию вокруг Ирины Савицкой неоднократно обращали внимание западные СМИ.
В октябре 2017 года в Днепре был задержан один из менеджеров S.Group. Его безуспешно пытаются обвинить в якобы торговле с оккупированными территориями и поддержке террористов. Дело ведет Управление СБУ в Сумской области. Его сотрудники якобы обнаружили на территории производственных мощностей компаний S.Group в Днепре. Затем попытки обвинения изменились на якобы торговлю с ОРДЛО через белорусскую компанию, однако никаких доказательств этого не было приведено.
Сам Рыбалка объясняет эти дела тем фактом, что управление СБУ в Сумской области возглавляет Владислав Косинский. Он участвовал в обысках в квартире Рыбалки в 2014 году и пытался подбросить ему наркотики, что зафиксировано в протоколах обыска.
Под разговоры о якобы финансировании терроризма в ноябре 2017 Рыбалку уволили с должности председателя Комитета ВР по вопросам финансовой политики и банковской деятельности. При этом увольнение произошло в тот день, когда Рыбалка находился на лечении, а потому не мог, согласно регламенту, выступить с отчетом или ответить на вопросы народных депутатов.
В ноябре 2017 года в интервью американскому журналисту Тодду Вуду, а также в интервью «Украинской правде» бывший прокурор департамента по расследованию особо важных дел в сфере экономики ГПУ Дмитрий Сус рассказал, что примерно с лета 2016 года в Генпрокуратуре умышленно фальсифицировали дела против Сергея Рыбалки. В частности, по его словам, была поставлена задача находить закрытые ранее дела и искать там поводы для их обновления, причем по тяжелым статьям. Это было необходимо для легитимизации незаконного внешнего наблюдения, прослушивания телефонов и взлома почты, которые уже осуществлялись в отношении Сергея Рыбалки. Координировал эту работу бывший заместитель министра внутренних дел Владимир Евдокимов. По словам Суса, заказчиком фальсификаций выступал Геннадий Буткевич.
По заявлению ряда народных депутатов Украины, а также по заявлению Сергея Рыбалки Национальное антикоррупционное бюро Украины открыло уголовное производство № 52017000000000838 о превышении служебных полномочий должностными лицами Генпрокуратуры, которые могли способствовать в фальсификации уголовных дел против Рыбалки. Также по заявлению народного депутата Украины Виталия Куприя, к этому уголовному производству приобщены материалы о фальсификации уголовных дел со стороны Управления СБУ в Сумской области.